# Claude des Salles
Claude des Salles, 2e du nom, baron de Rorté, est un diplomate français, né après 1595, et mort en mai 1648.

## Biographie
Claude des Salles est le fils d'Henri des Salles, baron de Rorté, seigneur de Mont-Saint-Jean (†1640), guidon des gendarmes du duc de Bouillon, et d'Élisabeth de Mérode, dame de  Lauvaux-Sainte-Anne (1568-vers 1622) qui se sont mariés le 20 novembre 1595. Il s'est marié le 16 janvier 1618 avec Anne Chevalier de Malpierre, fille de François Chevalier, seigneur de Malpierre, Daillecourt, Tourailles, gentilhomme ordinaire de la chambre du roi, son ambassadeur dans les Provinces-Unies, gouverneur de Vaucouleurs, contrôleur général des fortifications de Champagne et de Brie, et de Claude de Choiseul-Beaupré. Son beau-père l'introduisit à la cour de Louis XIII ce qui lui a permis d'obtenir des missions diplomatiques.
Claude Salles a mené des missions diplomatiques en Allemagne du Nord et dans les pays scandinaves à partir de 1633 avec Claude de Mesmes, comte d'Avaux. En 1635, Louis XIII le considérait comme un spécialiste de l'Allemagne, en particulier du Cercle de Basse-Saxe. La sœur de sa mère, Marguerite de Mérode (†1642), était mariée avec Conrad von Sötern, frère de Philipp Christoph von Sötern (1567-1652), archevêque de Trèves. Il s'est particulièrement intéressé aux discussions avec cet archevêché. C'est l'occupation de Trèves et l'arrestation de l'archevêque favorable à la France par les Espagnols qui a entraîné la déclaration de guerre de la France à l'Espagne le 19 mai 1635.
Il a été résident français auprès des électeurs de Saxe et de Brandebourg et avait pour mission de les attirer dans la coalition d'Heilbronn quand le comte d'Avaux était ambassadeur extraordinaire auprès du roi de Suède (1635-1636). En 1636, il a été résident à Hambourg. Il mène une mission diplomatique en 1639 auprès de la reine Christine de Suède. Il participe aux discussions qui mènent à la signature du traité de confédération et d'alliance entre le roi de France et la reine de Suède contre l'empereur Ferdinand III, signé à Hambourg, le 30 juin 1640, puis avec Georges Ier Rákóczi, prince de Transylvanie. En 1643, il est rappelé pour assister aux conférences de Brunswick. Il a été le premier résident français à Osnabrück en 1643 où il participe aux discussions préliminaires à la paix de Westphalie. Il participe alors aux assemblées de Basse-Saxe. Il a été remplacé comme résident français à Osnabrück par La Barbe quand il a été nommé ambassadeur en Suède, en janvier 1645. Les intrigues de son collègue Abel Servien font destituer le comte d'Avaux en 1647. Rorté est alors retourné à Paris où il s'est occupé des intérêts du comte d'Avaux. Cet antagonisme entre Servien et d'Avaux a entraîné l'écroulement partiel de la représentation diplomatique française dans le Saint-Empire au moment où se discutaient les dispositions finales de la paix de Westphalie.
Gentilhomme ordinaire de la chambre et conseiller du roi, colonel du régiment du Bassigny dont la charge lui a été donnée par Marie de Médicis en 1616, conseiller d'État.

## Famille Salles
La famille Salles est originaire de Normandie, mais la branche du Béarn a commencé avec Antoine Salles, gouverneur de Navarrenx, marié Anne de Gout de Rouillac, qui ont eu Pierre Salles. Antoine Salles a confié son fils cadet Pierre à Louis XI qui en fait le page de sa chambre. Le dernier membre de la branche aînée, dans le Béarn, est Bertrand Salles nommé grand maître de l'artillerie par Henri IV en novembre 1587, et lieutenant général des armées de ce roi et conseiller d'État en 1594. Le château des Salles a été détruit par Gabriel Ier de Montgommery
- Pierre Salles[6],[7]. Il participe à la bataille de Montlhéry, en 1465. Après sa campagne de 1475, le roi lui a donné lui a donné son ordre de chevalerie. Louis XI envoie 400 lances commandées par Georges de La Trémoille, avec Pierre Salles et Odet de Rouillac comme officiers, pour soutenir René II de Lorraine dans son combat contre Charles le Téméraire. Pierre Salles a été chambellan du duc de Lorraine, qui a brillamment combattu aux côtés de René II à la bataille de Nancy en 1477. Il s'est marié en 1490 avec Nicole de Vernancourt, héritière de la seigneurie de Gombervaux.
  - Philippe Salles (vers 1500-Nancy, 1560), chevalier , seigneur de Gombervaux, de Vernancourt, de Rigny, d'Ugny, de Longchamp, de Hautcourt, de Malencourt, de Rebeuville, de Chardogne, de Vouthon-Haut, de Vouthon-Bas, de Chantreu, de Vitrimont, de Marchéville, de Marzéville, de Vigneulles, d' Heuvillers, de Coussey, de Gouhécourt, de Noncourt, de Pagny, de Girauvillers, de Badonvillers, de Dainville, de Nais, de Maré, de Chaumont, de Chastencourt, de la Fosse, de Hanssemont, de Houémont, de Challigny, de Chantebeu, de Signeulles, de Bazemont, de Broussey, de la Blanche Côte, de la Petite Woëvre, de Bertheleville, de Burey la Côte, de Charmisey, de Courcy et de trente huit autres seigneuries pour lesquels il a rendu foi et hommage à Antoine de Lorraine, le 30 septembre 1535. Il a été gouverneur des Vosges et bailli de Neufchâteau. Il est marié en premières noces, en 1525, avec Marguerite de Maugiron, décédée en 1530, en secondes noces, en 1531, avec Renée d'Haussonville (ca 1510-1594), dame de Courcy.
    - Jean Salles, seigneur de Gombervaux, Ugny, Girauvilliers, il s'est lié à Charles IX, roi de France, qui l'a fait gouverneur de Vaucouleurs. Devenu protestant en 1570, le roi lui a retiré lses charges. Il a abjuré en 1575 et est revenu à la cour de Lorraine. Il est tué le 18 septembre 1575 au cours d'un duel avec Jean comte de Salm, maréchal de Lorraine. Il s'est marié à Marguerite du Hauttoy (†1600), protestante. Il a été inhumé dans l'église d'Ugny;
      - Guillemette Salles (†1607), mariée en premières noces à René de Beauvau, baron de Rorté, seigneur de Merigny, mariée en secondes noces en 1596 avec Jean de Lavardin, seigneur de Plessis-Bourotte. Elle a supporté le siège de son château de Rorté fait par Charles III de Lorraine quand, protestante elle y accueillait des protestants. Son château lui a été rendu en 1592.
      - Antoinette Salles, d'abord chanoinesse de Remiremont, puis mariée en 1594 avec Simon de Myon, seigneur de Clerey, Barisey, la Grand'faux.

    - Claude Salles (après 1531-1583), chevalier, baron de Mercy et de Gouhécourt, seigneur de Chardogne, de Longchamp, de Dainville, de Noncourt, de Rebeuville, de Signeulles, de Vitrimont, de Chantebeu, de Vouthon-Haut, de Vouthon-Bas, de Coussey, de Courcy, d'Hautcourt, de Malencourt, de Landonville, de Bertheleville, de Burey la Côte, de Rigny, de Charmise, pour lesquels il a rendu foi et hommage, en 1573, à Charles III de Lorraine. Il est le tuteur de ses nièces après le décès de son frère Christophe des Salles. À la suite d'un duel,il quitte la Lorraine, en 1578, pour la France auprès d'Henri III. Il a obtenu des lettres de rémission du duc de Lorraine en 1583 lui permettant de revenir dans son château de Vouthon. Il s'est marié en 1572 avec Catherine de Rivière.
      - Henri Salles (vers 1573-1628), chevalier, comte de Mont-Saint-Jean, baron de Rorté, de Mercy et de Gouhécourt, seigneur de Chardogne, de Longchamp, de Dainville, de Noncourt, de Rebeuville, de Signeulles, de Vitrimont, de Chantebeu, de Vouthon-Haut, de Vouthon-Bas, de Coussey, de Courcy, d'Hautcourt, de Malencourt, de Rigny, d'Espiey, de Bertheléville, d'Ugny, de Charmisey, de Burey la Côte et de Landoville, guidon des gens d'armes d'Henri IV, commandés par le duc de Bouillon et chevalier de ses Ordres , marié le 20 novembre 1595 à Élisabeth de Mérode (1568-1623), dame de  Lauvaux-Sainte-Anne, comtesse héritière de Mont Saint-Jean et comtesse du Saint Empire, fille d'Everhard de Mérode, seigneur de Lauvaux-Sainte-Anne. Il a  rendu ses foi et hommages à Charles III, duc de Lorraine le 5 décembre 1598. Il a acquis, le 18 novembre 1604, sur adjudication, pour 9 333 livres la baronnie de Rorté des créanciers de feu René de Beauvau, chevalier,baron de Rorté, époux de sa cousine germaine Guillemette Salles. Henri IV lui a confirmé par lettres patentes le titre de baron pour sa terre de Rorté. Il a fait son testament le 20 avril 1627.
        - Claude II Salles, baron de Rorté, marié le 16 janvier 1618 avec Anne Chevalier de Malpierre (1599-1685), dame d'honneur d'Anne d'Autriche, fille de François Chevalier, seigneur de Malpierre, vicomte d'Abbeville, ambassadeur pour le roi vers les Provinces-Unies.
          - François Salles, baron de Rorté (†1688), marié en 1639 avec  Marie d'Aucy de Vroncourt (†1707)
            - François II Salles, marquis de Bulgnéville en 1708, comte de Rorté, marié en 1703 avec Catherine-Louise de Ficquelmont, chanoinesse de Remiremont,
              - Claude-Gustave-Chrétien II Salles (1706-1778), marquis de Bulgnéville, gouverneur de Vaucouleurs, colonel du régiment des Landes en 1738, maréchal de camp en 1748, lieutenant général en 1759, gouverneur de Rhinfeld, marié en 1730 avec Adélaïde-Candide-Marie de Brancas (1710-1740), fille de Louis-Antoine de Brancas (1682-1760), duc de Villars, dame du palais de la duchesse de Lorraine 1710-1740,
                - Louis-Antoine-Gustave Salles (1733-1779), comte, gouverneur et grand-bailli des villes et chateau de Neufchâteau, gouverneur en survivance des ville et château de Vaucouleurs, mestre de camp du régiment des Salles cavalerie, marié en premières noces, en 1760, avec Marie-Louis-Barnabé Malet de Graville, morte en 1761, marié en secondes noces, en 1769, avec Monique de Gouy d'Arsy (1748-1823)[8]
                  - Aurore Louise Monique Salles (1779-1866), dame de Malepierre, mariée en 1794 avec Francois Louis Hyacinthe de Ludres (1741-1819), comte de Ludres et d'Affrique. Elle proteste en 1791 contre la vente comme bien national du couvent des Récollets de Bulgnéville fondé par son ancêtre en 1709[9]. Dernière représentante de la branche aînée de la famille Salles, elle est l'héritière des titres de baron de Rorté, marquis de Bulgnéville et des comtes des Vouthons après le mort de son cousin François-Louis Salles, comte des Salles. L'hôtel des Salles qu'elle habitait a été détruit après 1866 pour construire la basilique Saint-Epvre de Nancy.

## Héraldique
D'argent, à la tour donjonnée de sable, le premier donjon sommé d'un autre donjon du même, et posée sur un tertre à trois coupeaux de sinople.